# Elektropneumatische Steuerung
Unter einer elektropneumatischen Steuerung versteht man die Verbindung  von  elektrischen Bauteilen zur Steuerung von Bauteilen der Pneumatik (zum Beispiel durch elektrisch betriebene Ventile). Das Arbeitsmedium Druckluft wird also durch elektrische Signale gesteuert. Werden mehrere Ventile in einem kleinen Raumbereich benötigt, werden diese oft in Ventilinseln zusammengefasst, die mittels Feldbus angesteuert werden können.
Im Gegensatz zu rein pneumatischen Steuerungen erlauben elektropneumatische Steuerungen wesentlich komplexere Funktionen, insbesondere durch Verwendung elektronischer Schaltungen wie beispielsweise speicherprogrammierbare Steuerungen. Der Vorteil der Pneumatik liegt in der einfachen und kostengünstigen Realisierung von Aktoren, beispielsweise mit Pneumatikzylindern.